# Jermaine Jackson
Jermaine LaJaune Jacksun (nacido Jermaine LaJaune Jackson; Gary, Indiana, 11 de diciembre de 1954), más conocido artísticamente como  Jermaine Jackson, es un cantautor y bajista estadounidense de urban, soul y quiet storm. Es el cuarto hermano de la familia Jackson. También es conocido como Muhammad Abdul Aziz desde que se convirtió al islam en la década de los ochenta. Es el cuarto de los nueve hijos de Katherine y Joseph Jackson. Bajista y vocalista de The Jackson 5, Jermaine dejó el grupo luego de su cambio de casa discográfica (de Motown a CBS) a mediados de la década de los setenta, siendo reemplazado por su hermano menor Randy. Sin embargo, volvió al grupo en 1984 para su exitosa gira Victory. Jermaine también saltó a la fama por grabar varios duetos con la cantante Whitney Houston en sus primeros años como solista. Su éxito más grande fue When the Rain Begins to Fall, cantado a dueto en 1984 con la actriz y cantante Pia Zadora.

## Carrera musical

### Inicios en la niñez
Mientras su padre trabajaba largas horas como un operario de grúa, Jermaine y sus hermanos Tito y Jackie practicaban sus propias canciones, a veces con la guitarra de su padre. Una noche, después de que Tito rompió accidentalmente una cuerda del instrumento de su padre, el trío tuvo que confesar como practicaban hasta tarde en la noche. Joe, por enojo, ordenó a los muchachos demostrarle su maestría musical. Impresionado, reconoció el potencial de los niños y comenzó a alentarlos a tocar y cantar en grupo. Jermaine y sus dos hermanos mayores comenzaron The Jackson Brothers en 1964. A finales de 1965, los hermanos menores de Jermaine, Marlon y Michael también se habían unido, creando The Jackson 5.

### The Jackson 5
Jermaine y sus hermanos ensayaban largas horas y actuaban en varios clubes nocturnos de clase baja antes de asegurarse un lugar en el famoso concurso Amateur Night en el Teatro Apollo en Harlem, Nueva York. El grupo ganó el concurso, impresionando al productor de la Motown Berry Gordy, quien entregó al grupo un contrato discográfico en 1968. El grupo se convirtió en un gran éxito, y sus cuatro primeros éxitos fue directamente al número 1 en las listas de Billboard.

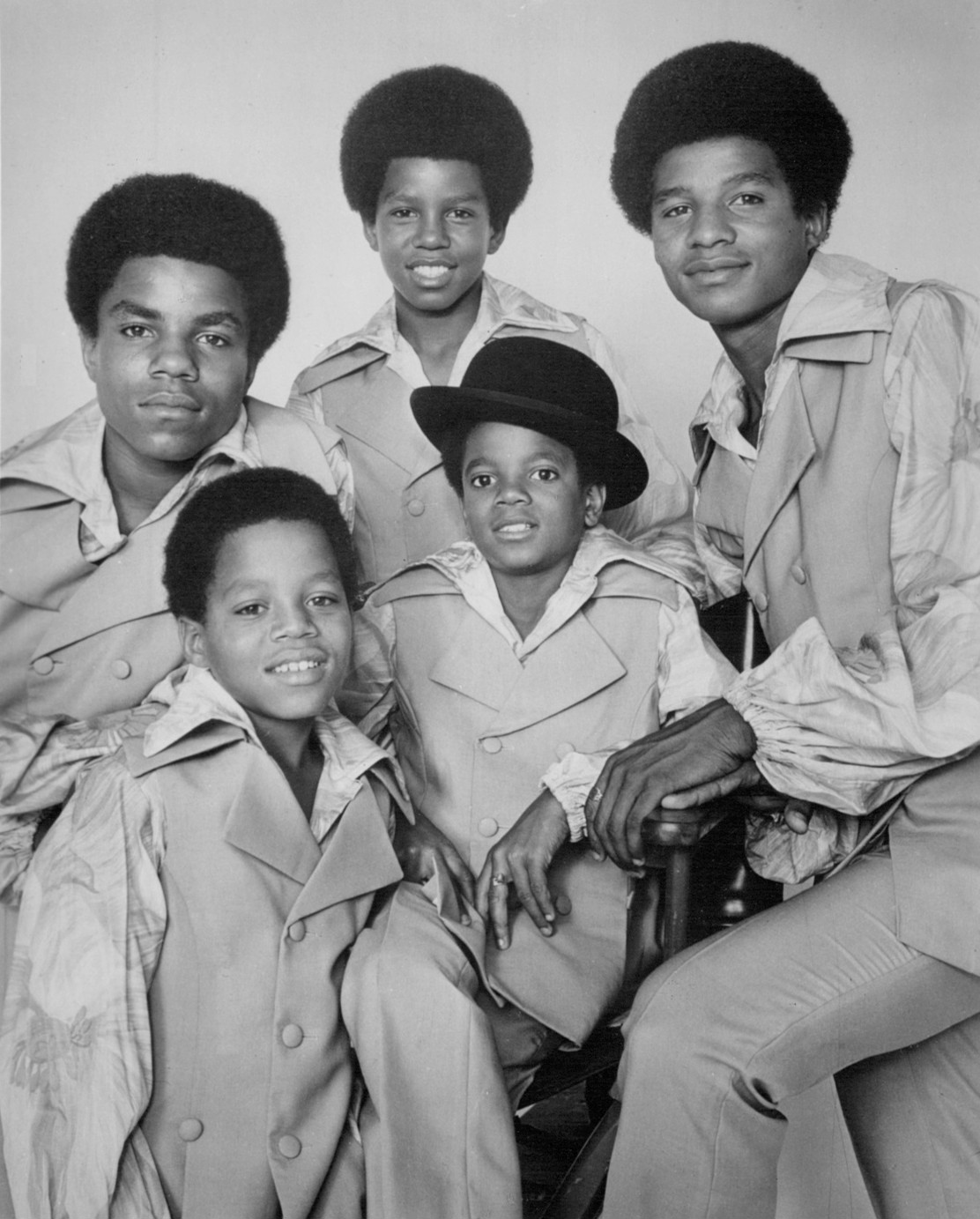
Jermaine junto a Jackie, Marlon, Tito y Michael

### Carrera como solista
En 1972, cuando estaba aún con The Jackson 5, Jermaine comenzó una carrera en solitario sacando el álbum Jermaine. Un año más tarde, se casó con la hija de Berry Gordy, Hazel. 
Cuando The Jackson 5 dejó Motown por CBS Records, Jermaine rompió con el grupo y se mantuvo leal a Motown. Esto supuso la disolución de la banda de The Jackson 5, y los otros cuatro componentes fundaron The Jacksons junto al hermano pequeño Randy. 
Jermaine se casó con la hija de Berry Gordy, director de Motown, Hazel Gordy. En Motown consiguió sus dos primeros éxitos en solitario: Daddy's Home (1972) y Let's Be Young Tonight (1975). Se unió artísticamente a Stevie Wonder, el cual escribió para él el hit Let's get serious, que llevó a Jermaine a lo más alto de las listas, incluso pudiendo competir con su hermano Michael.
En 1982 tras conseguir el hit Let Me Tickle Your Fancy abandonó Motown, para firmar en 1983 con Arista. En 1984 consiguió elevar al éxito los sencillos Do What You Do y Dynamite. Ese mismo año realizó con The Jacksons el tour Victory. 
En 1984 tuvo otro éxito con Pia Zadora: la canción "When The Rain Begins to Fall", que tuvo medianos resultados en Estados Unidos pero triunfó en Europa.
Su último éxito data de 1991: Word to the Badd. También fueron corrientes sus colaboraciones con Whitney Houston, siendo uno de sus principales apoyos cuando comenzó su carrera a principios de los 80.

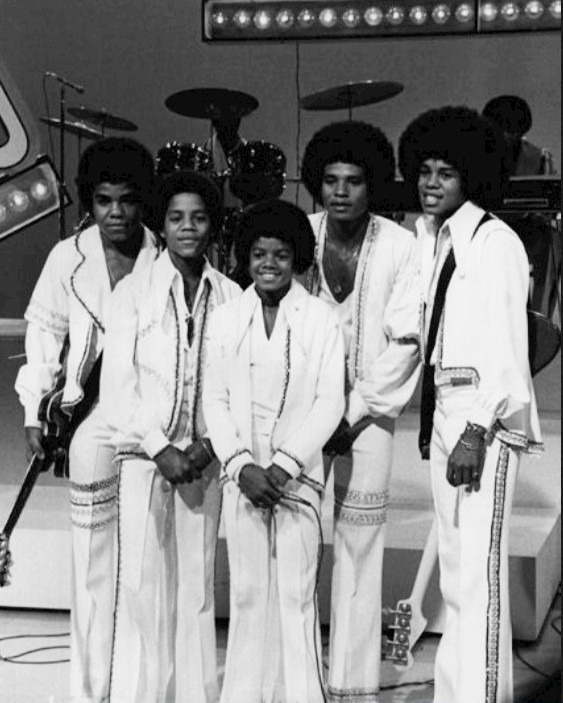

### Jermaine Jackson también cantó en español
Durante los años 1984 y 1985 su popularidad fue tan grande que era considerado el hermano más famoso de Michael Jackson. Temas como "Dynamite" y "When the rain begins to fall" llamaron la atención del público joven latino por lo que fue invitado a colaborar en un dúo con la cantante venezolana de pop-rock Melissa. El tema se llamó "Confesiones". La canción y el respectivo video fueron grabados en los estudios Sound Castle de Los Ángeles, California en enero de 1986. Fue el primer sencillo promocionado del álbum Melissa III de la mencionada vocalista. La balada logró ubicarse en los primeros lugares de varios países hispanos.

## Religión
Se declaró en medios de comunicación como musulmán en 1989.
En declaraciones tras el fallecimiento de su hermano Michael dijo: "Michael, Alá siempre estará contigo".

## Vida personal
El 15 de diciembre de 1973, Jackson se casó con Hazel Gordy Alegría, la hija del fundador de Motown Records, Berry Gordy. La pareja tuvo tres hijos: Jermaine La Jaune "Jay" Jackson Jr. (nacido el 27 de enero de 1977), Autumn Joi Jackson (nacida el 10 de julio de 1978) y Jaimy Jermaine Jackson (nacido el 17 de marzo de 1987).
Jackson tuvo una relación adúltera que comenzó en 1986 con Margaret Maldonado durante su matrimonio con Hazel. Después de su divorcio de Gordy en 1988, Jackson comenzó a vivir con Maldonado y tuvo dos hijos con ella: Jeremy Maldonado Jackson (nacido el 26 de diciembre de 1986) y Jourdynn de Michael Jackson (nacido el 5 de enero de 1989).
Después de separarse de Maldonado, Jackson comenzó una relación con Alejandra Genevieve Oaziaza, que había tenido dos hijos con su hermano, Randy: una hija, Genevieve, y un hijo Steven Jr. Oaziaza tuvo tres hijos con Jermaine: Donte Randall Jackson (adoptado, nacido el 13 de junio de 1992), Jaafar Jeremías Jackson (nacido el 25 de julio de 1996) y Jermajesty Jackson (nacido el 3 de octubre de 2000). Jackson y Oaziaza se divorciaron en 2003.
Jackson conoció a Halima Rashid, nativa de Afganistán, mientras estaba en la cola de un Starbucks en enero de 2004. En marzo de 2004 le propuso matrimonio, y en agosto de 2004 se casaron en una mezquita en Los Ángeles, donde vivían. Tras un episodio de violencia doméstica, Rashid solicitó el divorcio en 2016.
En total, Jackson tiene ocho hijos: tres con su primera esposa, Hazel, dos de su relación con Margaret y tres con su segunda esposa, Alejandra.
En 1989, después de un viaje a Baréin, Jermaine Jackson se convirtió al Islam.
El 6 de noviembre de 2012, Jackson presentó una petición de cambio de nombre en Los Ángeles, de Jermaine LaJaune Jackson a Jermaine Jackson, indicando el cambio fue por "razones artísticas". Su apellido se convirtió oficialmente "Jackson" el 28 de junio de 2013.

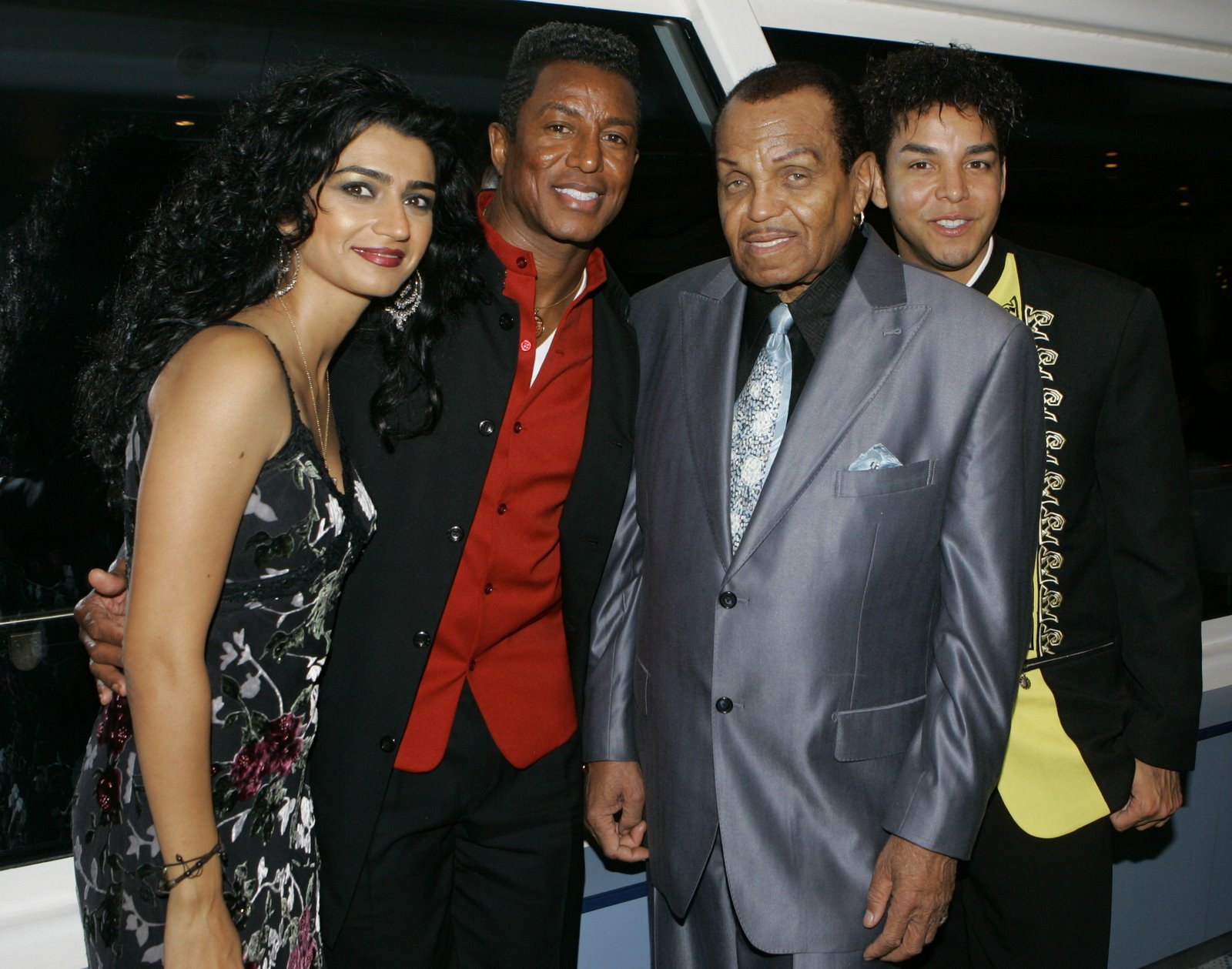
Jermaine junto a su padre Joseph, su esposa Halima Rashid y su sobrino Taj Jackson

## En cultura popular
En la década de 1980, Jermaine Jackson fue estrella invitada en un episodio de "Los Hechos de la Vida". 
Jackson fue interpretado por Jason Griffith en la película de 2004 "Man in the Mirror: The Michael Jackson Story". El hijo de Jermaine, Jermaine Jackson Jr., retrató a su padre en 1992 en la miniserie "The Jacksons: An American Dream". 
En 2010, en "Saturday Night Live", Jackson fue retratado por Kenan Thompson.

## Palabras de Jermaine al ver a Michael muerto
Jermaine comentó en público en el programa matutino "Today" de la cadena NBC, que cuando vio por primera vez muerto a su hermano en una habitación del hospital le besó la frente y él deseó ser el fallecido.

## Filmografía
- Save the Children (1972), los Jackson 5 aparecen en la banda sonora de la película.

## Compromiso humanitario
Jermaine es el fundador y presidente de la Fundación Cuidar la Tierra International 158, el trabajo de esta organización mundial se centra en la lucha contra los problemas asociados con el virus del SIDA y la epidemia en todo el mundo. También está involucrado en varios proyectos de caridad y ha trabajado en proyectos para ayudar a los niños huérfanos de todo el mundo. Entre otros países, ha visitado Bangladés, como parte de su trabajo para recaudar fondos y ayudar a los niños.

## Premios y reconocimientos artísticos
- 1970: La Asociación Nacional para el Avance de la Gente de Color Image Award lo nombra el mejor cantante de la banda. Diary Sixteen Magazine en sus galardones anuales Premio Estrella de Oro, concede el premio como la mejor banda del año a los Jackson 5 y al mejor disco del año por I´ll be there (1970).
- 1971: La asociación nacional de artes le concede el premio a los Jackson 5 por la mejor canción pop del año por ABC.
- 1972: El congreso de los Estados Unidos le concede una mención especial a los Jackson 5 como ejemplos positivos para los jóvenes.
- 1973: Jermaine recibe una nominación al premio Grammy a la mejor interpretación vocal masculina de R&B.

## Discografía

### Álbumes de estudio
- Dentro del grupo The Jackson 5:

The Jackson 5 (Motown)
- Diana Ross Presents The Jackson 5 (1969)
- ABC (1970)
- Third Album (1970)
- Christmas Album (1970)
- Goin' Back To Indiana (1971)
- Greatest Hits (1970)
- Maybe Tomorrow (1971)
- Lookin' Through The Windows (1972)
- Skywriter (1973)
- Get It Together (1973)
- Dancing Machine (1974)
- Moving Violation (1975)

The Jacksons (CBS)
- Victory (1984)
- 2300 Jackson Street (1989)

| Año  | Título del álbum         | Discográfica | Canciones |
| ---- | ------------------------ | ------------ | --- |
| 1973 | Come into my life        | Motown       | 1. Sitting On The Edge Of My Mind, 2. You're In Good Hands, 3. I Need You More Now Than Ever, 4. If You Don't Love Me, 5. A Million To One, 6. The Bigger You Love, 7. Does Your Mama Know About Me, 8. Come Into My Life, 9. So In Love, 10. MA |
| 1976 | My name is Jermaine      | Motown       | 1. Let's Be Young Tonight, 2. Faithful, 3. Look Past My Life, 4. Bass Odyssey, 5. Who's That Lady, 6. Lovely, You're The One, 7. Stay With Me, 8. I Just Want To Take This Time, 9. My Touch Of Madness |
| 1977 | Feel the fire            | Motown       | |
| 1978 | Frontiers                | Motown       | |
| 1980 | Let's Get Serious        | Motown       | 1. Let's Get Serious, 2. Where Are You Now, 3. You Got To Hurry Girl, 4. We Can Put It Back Together, 5. Burnin' Hot, 6. You're Supposed To Keep Your Love For Me, 7. Feelin' Free |
| 1980 | Jermaine                 | Motown       | 1. The Pieces Fit, 2. You Like Me Don't You, 3. Little Girl Don't You Worry, 4. All Because Of You, 5. You've Changed (Interlude), 6. First You Laugh, Then You Cry, 7. I Miss You So, 8. Can I Change My Mind, 9. Beautiful Morning |
| 1981 | I like your style        | Motown       | |
| 1982 | Let me tickle your fancy | Motown       | 1. Let Me Tickle Your Fancy, 2. Very Special Part, 3. Uh Uh, I Didn't Do It, 4. You Belong To Me, 5. You Moved A Moutain, 6. Running, 7. Messing Around, 8. This Time, 9. There's A Better Way, 10. I Like Your Style |
| 1984 | Dynamite                 | Arista       | 1. Dynamite, 2. Sweetest Sweetest, 3. Tell Me I'm Not Dreamin' (Too Good To Be True) (Duet with Michael Jackson), 4. Escapade From The Planet Of The Ant Men (Featuring T. Jackson & R. Jackson), 5. When The Rain Begins To Fall (Duet with Pia Zadora), 6. Come To Me (One Way Or Another), 7. Do What You Do, 8. Take Good Care Of Heart, 9. Some Things Are Private, 10. Oh Mother        |
| 1984 | Jermaine Jackson         | Arista       | |
| 1986 | Precious Moments         | Arista       | 1. Do You Remember Me?, 2. Lonely Won't Leave Me Tonight, 3. Give A Little Love, 4. Precious Moments, 5. I Think It's Love, 6. Our Love Story, 7. I Hear Heart Beat, 8. If You Say My Eyes Are Beautiful (Duet with Whitney Houston), 9. Voices In The Dark, 10. Words Into Action |
| 1989 | Don't take it personal   | Arista       | 1. Climb Out, 2. Don't Take It Personal, 3. Look Past My Life, 4. Make It Easy On Love (Duet with Mikki Howard), 5. So Right, 6. I'd Like To Get To Know You, 7. Two Ships (In The Night), 8. Rise To The Occasion (Duet with La La), 9. (C'Mon) Feel The Need, 10. Next To You, 11. Don't Make Me Wait                                                                                       |
| 1991 | You said                 | LaFace       | 1. You Said, You Said, 2. Rebel (With A Cause), 3. I Dream, I Dream (Prelude), 4. I Dream, I Dream, 5. We're Making Whoopee, 6. Treat You Right, 7. Word To The Badd!! (Prelude), 8. Word To The Badd!! (Original Version), 9. A Lovers Holiday, 10. Secrets, 11. True Lovers, 12. Don't You Deserve Someone, 13. Word To The Badd!! (Versión álbum), 14. You Said, You Said (Extended Remix) |